# Alemania Federal en la Eurocopa 1988
La Selección de Alemania Federal fue uno de los 8 equipos participantes en la Eurocopa 1988; por ser el anfitrión del torneo fue el primer equipo en clasificarse al certamen, sin disputar las eliminatorias europeas.
El sorteo de la fase final del mundial determinó que Alemania Federal, designado al grupo A con antelación por ser el país anfitrión. Compartió su grupo con Dinamarca, España e Italia. Casualmente el «grupo de la muerte».
En el inicio alemán empataron 1-1 con Italia, en el segundo partido se impusieron 2:0 a Dinamarca y posteriormente también doblegaron a España 2-0. Y de esa manera logró avanzar a la semifinal como líder de su grupo.
Sin embargo los planes de los alemanes de obtener el título en casa, se vieron frustrados gracias a la selección neerlandesa, liderada por Marco van Basten, quién fue figura de la derrota teutona por 1-2.
Fue la última Eurocopa disputada de la Selección de Alemania Federal, que se unificaría en 1990 con la Alemania Democrática y pasaría como predecesora directa de la Alemania.

## Jugadores
| #  | Nombre            | Posición      | Club              |
| -- | ----------------- | ------------- | ----------------- |
| 1  | Eike Immel        | Portero       | VfB Stuttgart     |
| 2  | Guido Buchwald    | Defensa       | VfB Stuttgart     |
| 3  | Andreas Brehme    | Defensa       | FC Bayern Múnich  |
| 4  | Jürgen Kohler     | Defensa       | FC Colonia        |
| 5  | Matthias Herget   | Defensa       | Bayer Uerdingen   |
| 6  | Uli Borowka       | Defensa       | Werder Bremen     |
| 7  | Pierre Littbarski | Mediocampista | FC Colonia        |
| 8  | Lothar Matthäus   | Defensa       | FC Bayern Múnich  |
| 9  | Rudi Völler       | Delantero     | AS Roma           |
| 10 | Olaf Thon         | Mediocampista | FC Schalke 04     |
| 11 | Frank Mill        | Delantero     | Borussia Dortmund |
| 12 | Bodo Illgner      | Portero       | FC Colonia        |
| 13 | Wolfram Wuttke    | Mediocampista | FC Kaiserslautern |
| 14 | Thomas Berthold   | Defensa       | Hellas Verona     |
| 15 | Hans Pflügler     | Defensa       | FC Bayern Múnich  |
| 16 | Dieter Eckstein   | Delantero     | FC Nürnberg       |
| 17 | Hans Dorfner      | Mediocampista | FC Bayern Múnich  |
| 18 | Jürgen Klinsmann  | Delantero     | VfB Stuttgart     |
| 19 | Gunnar Sauer      | Defensa       | Werder Bremen     |
| 20 | Wolfgang Rolff    | Mediocampista | Bayer Leverkusen  |
| DT | Franz Beckenbauer |               |                   |

## Participación

### Grupo A
| Selección        | Pts. | PJ | PG | PE | PP | GF | GC | Dif |
| ---------------- | ---- | -- | -- | -- | -- | -- | -- | --- |
| Alemania Federal | 5    | 3  | 2  | 1  | 0  | 5  | 1  | +4  |
| Italia           | 5    | 3  | 2  | 1  | 0  | 4  | 1  | +3  |
| España           | 2    | 3  | 1  | 0  | 2  | 3  | 5  | -2  |
| Dinamarca        | 0    | 3  | 0  | 0  | 3  | 2  | 7  | -5  |

| 10 de junio de 1988, 20:15 | Alemania Federal | 1:1 (0:0) | Italia      | Rheinstadion, Düsseldorf                                  |                                                           |
|                            | Brehme 55'       |           | Mancini 52' | Asistencia: 62 552 espectadores Árbitro(s): Keith Hackett | Asistencia: 62 552 espectadores Árbitro(s): Keith Hackett |

| 14 de junio de 1988, 17:15 | Alemania Federal         | 2:0 (1:0) | Dinamarca | Parkstadion, Gelsenkirchen                                |                                                           |
|                            | Klinsmann 10' · Thon 85' |           |           | Asistencia: 64 812 espectadores Árbitro(s): Bob Valentine | Asistencia: 64 812 espectadores Árbitro(s): Bob Valentine |

| 17 de junio de 1988, 20:15 | Alemania Federal | 2:0 (1:0) | España | Olympiastadion, Múnich                                     |                                                            |
|                            | Völler 29' 51'   |           |        | Asistencia: 72 308 espectadores Árbitro(s): Michel Vautrot | Asistencia: 72 308 espectadores Árbitro(s): Michel Vautrot |

### Semifinal
| 21 de junio de 1988, 20:15 | Alemania Federal    | 1:2 (0:0) | Países Bajos                          | Volksparkstadion, Hamburgo                            |                                                       |
|                            | Matthäus 55' (pen.) |           | R. Koeman 74' (pen.) · van Basten 88' | Asistencia: 61 330 espectadores Árbitro(s): Ioan Igna | Asistencia: 61 330 espectadores Árbitro(s): Ioan Igna |

## Estadísticas

### Goleadores
| Jugador          | Goles | PJ | Minuto |
| ---------------- | ----- | -- | ------ |
| Rudi Völler      | 2     | 3  | 270    |
| Andreas Brehme   | 1     | 4  | 346    |
| Jürgen Klinsmann | 1     | 4  | 353    |
| Lothar Matthäus  | 1     | 4  | 360    |
| Olaf Thon        | 1     | 4  | 360    |